# STS-41-C
STS-41-C foi a décima-primeira missão a utilizar um ônibus espacial e a quinta missão do Challenger. O lançamento ocorreu sem nenhuma falha e executou a primeira trajetória ascendente direta para uma missão com um ônibus espacial. A missão foi estendida em um dia devido a problemas na captura do satélite Solar Max, e a aterrissagem ocorreu na Base Aérea de Edwards, ao invés do Centro Espacial Kennedy, como planejado anteriormente.

## Tripulação
| Posição                  | Astronauta       |
| ------------------------ | ---------------- |
| Comandante               | Robert Crippen   |
| Piloto                   | Francis Scobee   |
| Especialista de missão 1 | Terry Hart       |
| Especialista de missão 2 | James van Hoften |
| Especialista de missão 3 | George Nelson    |

## Parâmetros da missão
- Massa:
  - Decolagem:  115 361 kg
  - Aterrissagem:  89 344 kg
  - Carga:  17 357 kg
- Perigeu: 222 km
- Apogeu: 468 km
- Inclinação: 28.5°
- Período: 91.4 min

### Caminhadas no espaço
- Nelson e van Hoften  - EVA 1
- Início do EVA 1: 8 de Abril de 1984 - 14:18 UTC
- Fim do EVA 1: 8 de Abril - 16:56
- Duração: 2 horas, 38 minutos

- Nelson e van Hoften  - EVA 2
- Início do EVA 2: 11 de Abril de 1984 - 08:58 UTC
- Fim do EVA 2: 11 de Abril de 1984 - 15:42 UTC
- Duração: 6 horas, 44 minutos

## Hora de acordar
- 2° Dia: Thriller, de Michael Jackson.
- 3° Dia: Baby It's You, da dupla The Carpenters.
- 4° Dia: Who's Making Love?, da dupla The Blues Brothers.
- 5° Dia: Human Nature, de Michael Jackson.
- 6° Dia: This Time, de Bryan Adams.
- 7° Dia: Juliet, de Robin Gibb.

## Principais fatos

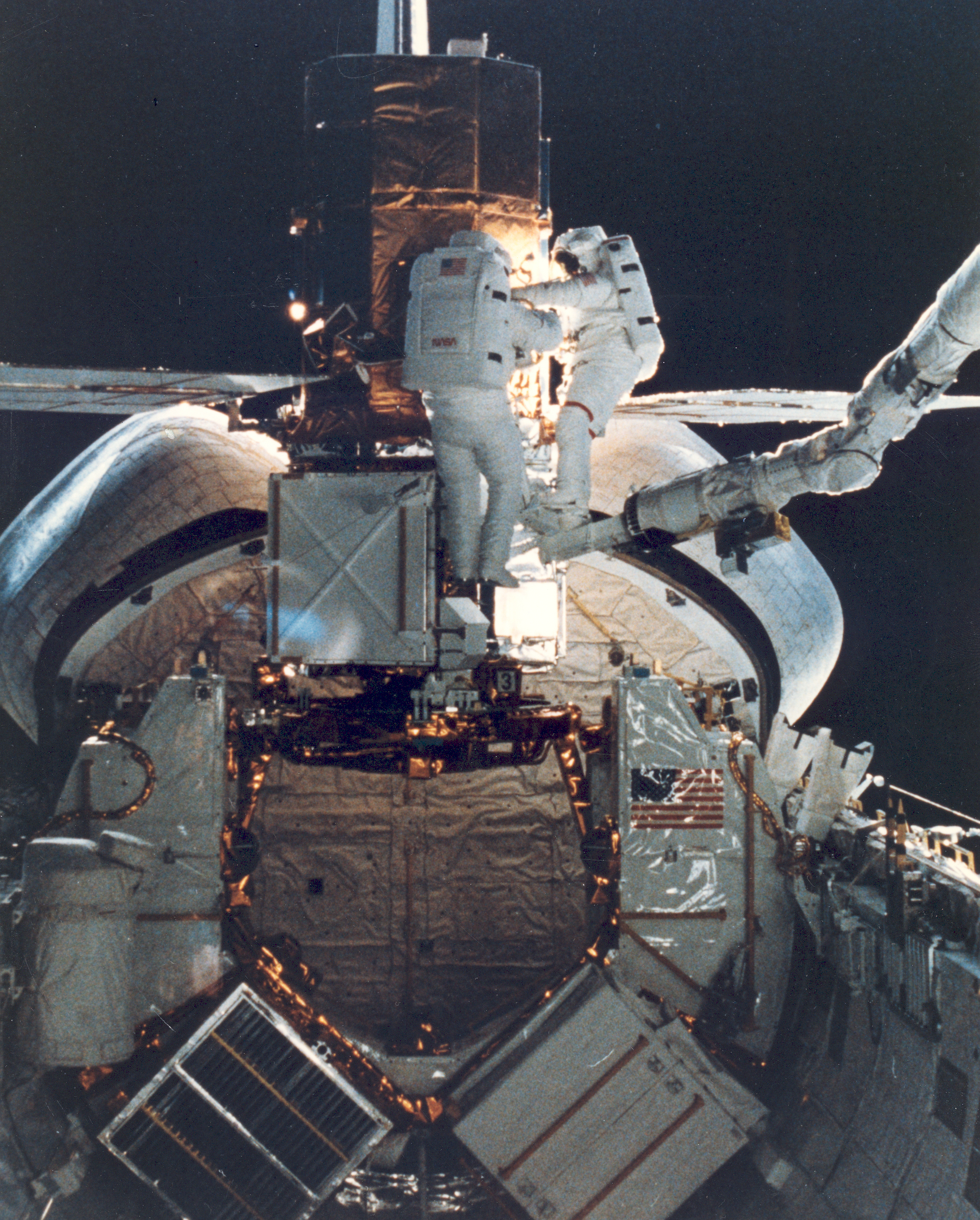
Os especialistas da missão 41-C reparam o satélite Solar Maximum Mission, já capturado

Em Abril de 1984, a Challenger foi colocada em voo novamente, desta vez na missão STS 41-C. A decolagem ocorreu às 8h58min a.m. EDT, de 6 de Abril de 1984. Ela marcou a primeira trajetória de ascendência direta do ônibus espacial que atingiu 288 milhas náuticas (533 km) em alta órbita usando os motores do Orbiter Maneuvering System apenas uma vez, para circularizar a órbita.
O voo tinha dois objetivos primários. O primeiro era lançar o Long Duration Exposure Facility (LDEF), um cilindro passivo, recuperável, pesando 21 300 lb (9 660 kg), com 12 lados, 14 pés (4,3 m) de diâmetro e 30 pés (9 m) de comprimento carregando 57 experimentos. O segundo objetivo era capturar, consertar e relançar o satélite Solar Maximum Mission com problemas, o "Solar Max" lançado em 1980.
O grupo de cinco pessoas incluía Robert Crippen como comandante, em seu terceiro voo em um ônibus espacial; o piloto Francis Scobee (que morreria comandando a mesma Challenger em 1986); e os especialistas de missão, James van Hoften, Terry Hart e George Nelson.
No segundo dia do voo, o LDEF foi segurado pelo braço RMS e colocado em órbita com sucesso. Seus 57 experimentos, montados em 86 compartimentos removíveis, contribuíram com 200 pesquisadores de oito países. A recuperação do LDEF havia sido marcada para ser durante o ano 1985, porém atrasos no programa e a destruição da Challenger adiaram o retorno para 12 de Janeiro de 1990 quando o Columbia recuperou o LDEF na missão STS-32.
No terceiro dia da missão, a órbita da Challenger foi erguida para cerca de 300 milhas náuticas (556 km), e foi movida para 200 pés (60 m) de distância do Solar Max. Os astronautas Nelson e van Hoften, vestindo trajes espaciais, entraram no compartimento de carga.  Nelson, usando o MMU, voou até o satélite e tentou segurá-lo com um acessório de captura espacial denominado de Trunnion Pin Acquisition Device (TPAD). Três tentativas de prender o TPAD ao satélite falharam. Ele começou a cair quando van Hoften tentou segurá-lo com o braço RMS, e então a tentativa foi abandonada.
Durante a noite, o Solar Max POCC, no Goddard Space Flight Center, foi capaz de estabelecer o controle no satélite enviando comandos ordenando que as barras magnéticas de torque estabilizassem a queda, Isto ocorreu com sucesso e o Solar Max entrou em um giro lento e regular.
No dia seguinte, Nelson e van Hoften tentaram capturá-lo novamente. Desta vez eles obtiveram sucesso na primeira tentativa. Eles colocaram o Solar Max em um local especial do compartimento de carga utilizando o RMS. Eles então iniciaram a operação de reparo, substituindo o mecanismo de controle de altitude e o sistema eletrônico principal do instrumento coronagrafo do satélite. Para esta ultima tentativa de reparo foram necessárias duas caminhadas no espaço separadas. O Solar Max foi colocado em órbita novamente no dia seguinte, assim concluindo uma missão de resgate e reparo única na história do programa espacial.
Após uma checagem de 30 dias pelo Goddard POCC, A Solar Max retomou a sua operação completa.
As outras atividades da missão STS 41-C incluíam um experimento de estudantes localizado em um compartimento na nave para determinar como as abelhas fazem suas colmeias em um ambiente de microgravidade. Elas realizaram isto com sucesso, igual ao modo feito na Terra.
A missão de 6 dias, 23 horas, 40 minutos e 7 segundos terminou em 13 de Abril às 5:38 a.m. PST, com a Challenger aterrissando na Pista 17, na Base Aérea de Edwards.  Ela havia completado 108 órbitas. A Challenger retornou ao KSC em 18 de Abril.

## Galeria

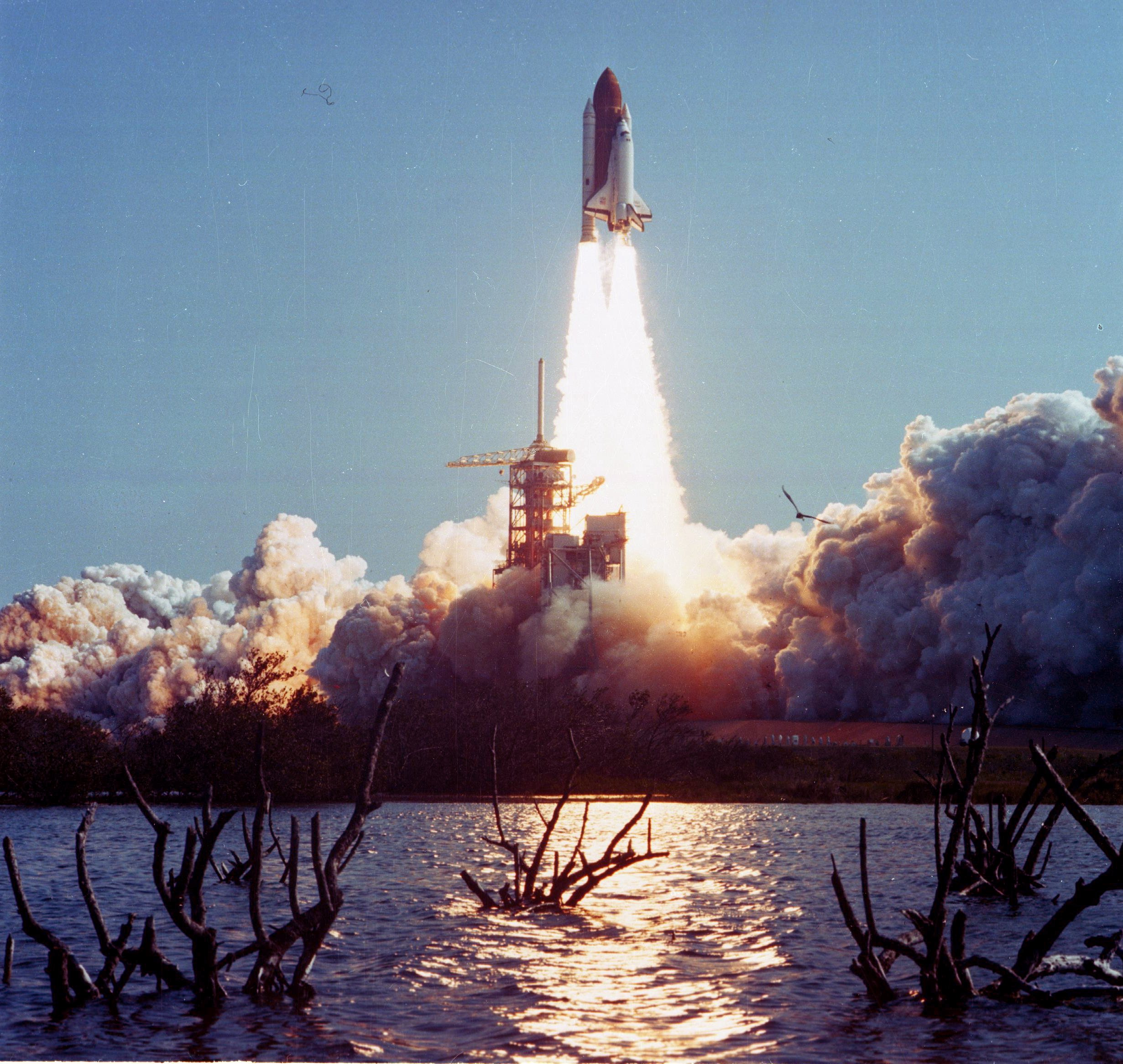
O lançamento da STS-41-C em 6 de abril de 1984.
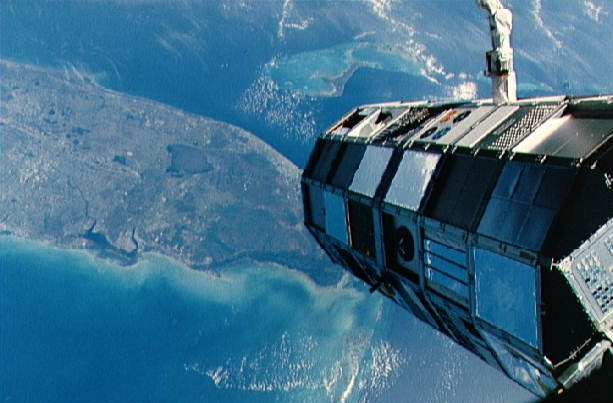
Long Duration Exposure Facility (LDEF) sendo colocado em órbita.
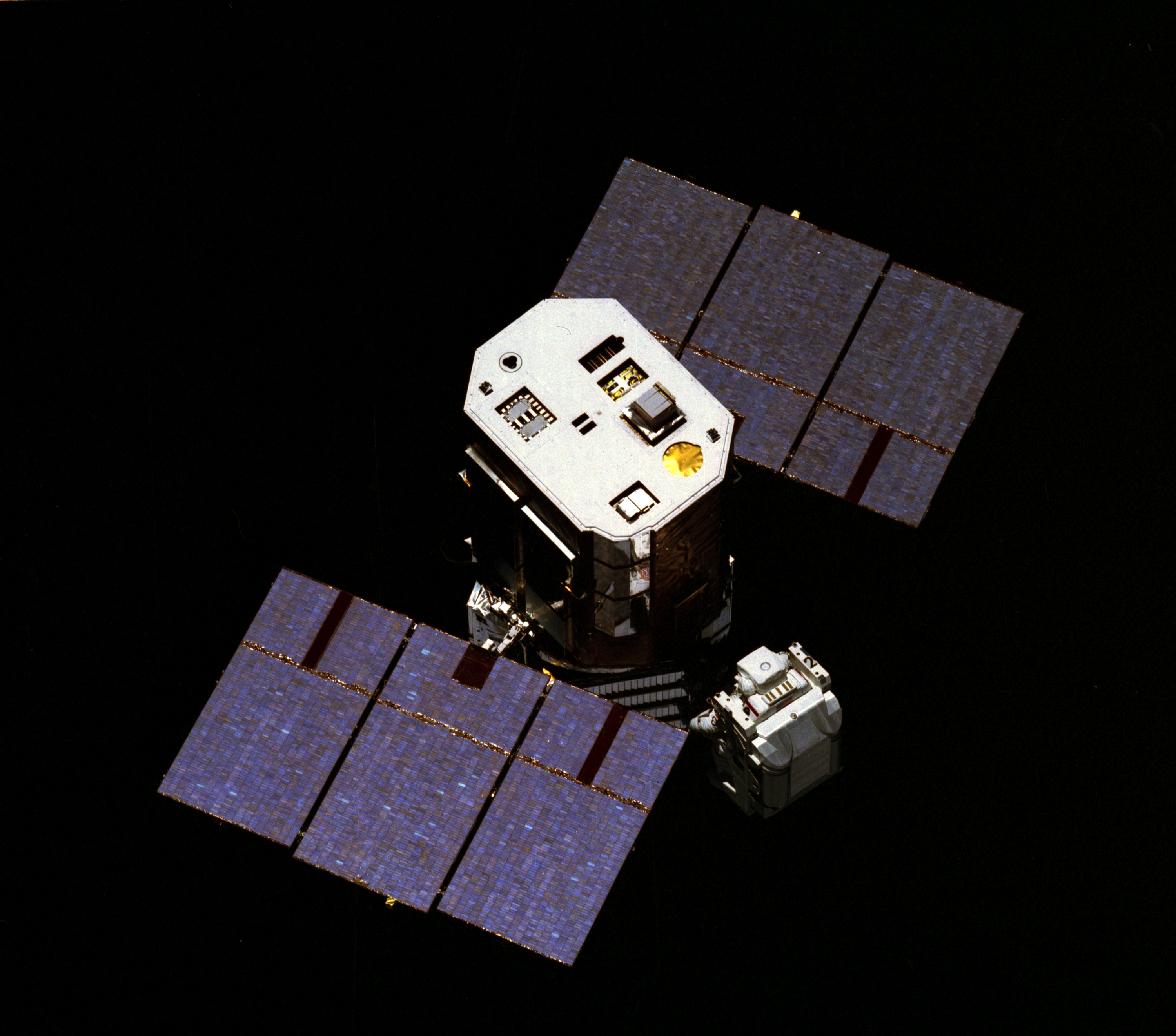
George Nelson capturando o satélite Solar Maximum Mission.
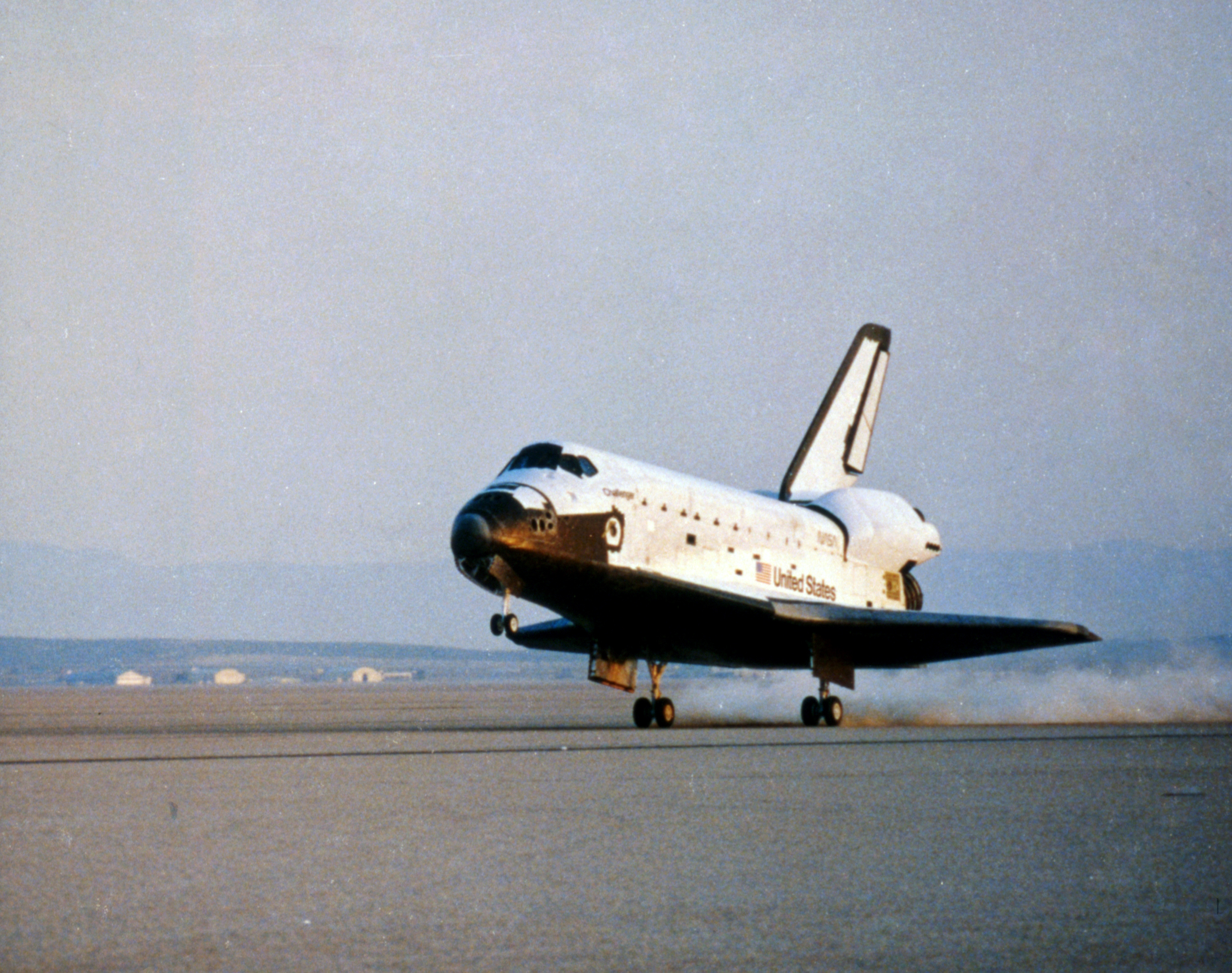
A aterrissagem na Pista 17, Base Aérea de Edwards, em 13 de abril de 1984.